# 양지초등학교 (광주)
양지초등학교는 대한민국 광주광역시 북구에 있는 공립 초등학교이다.

## 학교 연혁
- 2006. 3. 1 양지초등학교 개교(18학급)
- 2006. 3. 1 초대 박춘규 교장 부임
- 2006. 3. 7 양지초등학교 병설 유치원 개원
- 2007. 3. 1 시교육청지정 유치원 연구학교 운영(2년간)
- 2009. 2. 19 제3회 졸업식(총 졸업생 145명)
- 2009. 3. 1 초등 32학급, 유치원 2원
- 2009. 3. 1 시교육청 지정 학생재능진단 연구학교 운영
- 2010. 2. 17 제4회 졸업식(총 졸업생 153명)
- 2010. 3. 1 초등 31학급, 유치원 2원
- 2011. 2. 18 제5회 졸업식(총 졸업생 135명)
- 2011. 3. 1 류희숙 교장 부임
- 2011. 3. 1 초등 30학급, 유치원 2원
- 2012. 2. 18 제6회 졸업식(총 졸업생 131명)
- 2012. 3. 1 초등 33학급, 유치원 2원
- 2012. 3. 1 1,2학년 수학, 통합교과 국정도서 현장 적합성검토 연구학교(2년간)
- 2013. 2. 15 제7회 졸업식(총 졸업생 157명)
- 2013. 3. 1 초등 32학급, 유치원 2원
- 2013. 3. 1 2009개정교육과정 3, 4학년 수학, 사회교과 국정도서 현장적합성 검토 연구학교
- 2014. 2. 18 제8회 졸업식(총 졸업생 129명)
- 2014. 3. 1 초등 31학급, 유치원 2원
- 2014. 3. 1 5‧6학년 사회 및 수학교과 국정도서 현장적합성 검토 연구학교 운영
- 2015. 2. 18 제9회 졸업식(총 1032명)
- 2015. 3. 1 초등 31학급, 특수학급 1학급 편성
- 2020  1. 30 .....

## 참고 자료
- 양지초등학교 - 한국교육학술정보원 학교알리미